# Адвентисты седьмого дня в Молдове
Церковь адвентистов седьмо́го дня (сокр. ЦАСД); англ. Seventh Day Adventists, сокр. SDА) — направление протестантизма, возникшее в XIX веке. Наиболее характерные отличительные черты вероучения — вера в близкое Второе пришествие Иисуса Христа, соблюдение Десяти заповедей с акцентом на почитание субботы.
Доктринальная позиция современных ортодоксальных адвентистов, унаследованная от более раннего протестантизма, состоит в том, что оправдание человека перед Богом даётся только даром — благодатью, и только по вере в Иисуса Христа (в Его заместительную жертву на Голгофском кресте). Дела в вероучении современных адвентистов рассматриваются как плоды веры.
Отличительной особенностью ЦАСД среди протестантских церквей является доктрина о «трёхангельской вести» и служении Иисуса Христа в небесном святилище.

## Период Российской империи (до 1918 года)
Первые адвентисты в Молдове появились в начале XX века, когда Молдова входила в состав Российской империи. Очагами развития адвентистской вести стали Крым и Поволжье, а уже оттуда она распространилась и в другие места России, Украины и Молдовы. Первая адвентистская община была организована в Берды-Булате в Крыму в 1886 году, приехавшим туда руководителем Церкви АСД в Европе Луисом Конради. Первым пресвитером общины стал Герхард Перк. Миссионеры этой общины распространяли это учение в других местах, в том числе в Молдове. В начале XIX века духовная работа в Бессарабии осуществлялась под руководством Российского миссионерского поля до 1918 года, когда Молдова перешла к Румынии.

### Первая община в Молдове
Первая община АСД в Молдове была организована и зарегистрирована властями в городе Бендеры в 1907 году. Эта община создана братом Г. И. Лебсаком, руководителем Церкви АСД на территории тогдашней Российской империи. В следующем, 1908 году, в Бендерах состоялся первый церковный конгресс. В то время несколько адвентистских общин уже существовали на юге Бессарабии до Второй мировой войны. Еще в конце XIX столетия на юге Бессарабии адвентистские общины были в городах Тарутино, Измаил, Белгород-Днестровский. После Первой мировой войны адвентистские общины образовались на юге Молдовы, в Чикур-Менжире, Городище, Юрьевке и др.

## Румынский период (1918—1944 годы)
С 1918 до 1944 год (с перерывом 1940—1941) Молдова и вся Бессарабия входила в состав Румынии. В то время Церковь АСД в Молдове входила в состав Румынского Униона ЦАСД. В те годы деятельность Церкви АСД осуществлялась под руководством двух Конференций ЦАСД. Северная территория Молдовы и Буковины составляли Буковинскую Конференцию ЦАСД с центром в Черновцах (Украина). Её руководителем был пастор Михай Манхен. Южная территория Молдовы входила в Галацкую Конференцию ЦАСД с центром в Галаце (Румыния). Церковь в те годы осуществляла определенную стратегию по развитию на своих миссионерских полях. На эти территории направляли евангелистов, миссионеров и книгонош, которых готовили в Брашовском Библейском институте. Среди них были: Парфений Костомский, Александр Попов, Иван Андрусяк, Семен Мельничук, Василий Пирожок и другие.

## Послевоенный период (1945—1958 годы)
После окончания Второй мировой войны в советском государстве и Молдавской ССР произошли большие политические изменения. Советское правительство предоставило относительную свободу вероисповедания своим гражданам. После войны возобновила свою деятельность всесоюзная церковная организация Адвентистов Седьмого Дня (ВСАСД).
Объявленная в 1945 году по всему Советскому Союзу всеобщая регистрация религиозных организаций в 1946 стала осуществляться в Молдове. Появилась возможность регистрировать общины и официально осуществлять работу Церкви. В то время в Молдове было зарегистрировано 13 общин. В каждой общине были зарегистрированы пресвитеры, исполнительные органы (правления общин) и ревизионные комиссии. Тем не менее власти установили очень тяжелые условия регистрации. Вновь образованный ВСАСД, который руководил деятельностью ЦАСД во всем СССР, направил руководителем ЦАСД в Молдове пастора Александра Федоровича Парасея, который до войны получил богословское образование в Брашовском теологическом институте. Он был руководителем ЦАСД в Молдове с 1946 по 1955 годы.
Церковная деятельность осуществлялась посредством руководителя всей церкви в республике и в каждой общине были избраны пресвитеры. Это были духовные лидеры общин. В их числе были Андрусяк И. Г. (служил в Бельцской общине, 1935—1971 гг.), Балан П. (Ивановка 1930—1970 гг.), Бобу Игнат (служил в Тринке, 1935—1970 гг.), Караян И. (Вулканешты 1930—1970 гг.), Рыбак Федор (служил с Белявинцах 1930—1970 гг.), Чаущак В. (Н. Сынжерея), Реус Т. А. (Николаевка 1940—1970 гг.), Чадырян Д. (Дезгинжа 1940—1975 гг.) и др.
В годы социализма Церковь переживала многочисленные трудности по причине активной атеистической пропаганды в стране. В 1949 году в Молдову был направлен пастор Николай Архипович Ярута. С 1949 по 1955 годы он служил пастором Бельцской общины, который стал хорошей опорой и помощью пастору Парасею.
В 1955 году пастор Парасей А. Ф. был переведен на служение в Москву и Ярута Н. А. был избран руководителем ЦАСД в Молдове. На пасторское служение в Бельцскую общину был приглашен Сенявский А. И., который служил 1955—1958 годы. В 1958 году в Молдову был направлен пастор Мельник Федор Васильевич. Он трудился здесь до выхода на пенсию в 1975 году.

## 1958—1976 годы
Начало этого периода ознаменовалась переездом в Молдову в 1958 году пастора Мельника Ф.В., получившего богословское образование в Брашовском Библейском институте в Румынии в 1930-е годы. К 1958 году Церковь АСД в Молдове выросла. К тому времени на духовную работу были приняты Мельничук С. А., Мордванюк В. Т. и Пирожок В. С. В 1958 году пастор Мельник стал обучать новых служителей, среди них Андрусяк В.И., Гуменюк И.А., Гулита П.И., Крушеницкий П.И., Ляху С.Н., Осадчук П.В. В 1960-е годы на пасторское служение были приняты: Байрактар С.С., Кочмар Г.В., Осадчук И.Н., Юнак Д.О. и др.
С приходом новых служителей церковь стала эффективнее совершать служение. В каждую общину и группу был направлен служитель. Духовное попечительство о пастве осуществлялось должным образом. Это способствовало количественному и качественному росту церкви АСД в Молдове.
Руководство Церковью АСД в Молдове осуществлял Совет проповедников. На 1975 год в его состав входили: Председатель Совета Ярута Н.А., заместитель председателя Мельник Ф.В., члены Совета: Андрусяк В. И., Байрактар С.С., Гуменюк И.А., Ляху С. Н., Кочмар Г.В., Осадчук И.Н., Осадчук П.В. и Юнак Д.О.
Таким образом деятельность церкви осуществлялась до 1976 года.

## После реорганизации в Молдавскую Конференцию ЦАСД, 1976-1989 гг.
После перевода пастора Яруту Н.А. в 1976 году на служение в общину АСД, город Горький (Нижний Новгород), появилась необходимость в реорганизации церкви и избрании нового руководства. Было принято решение провести церковный съезд.
Первый съезд — период избрания 1976-1978 гг.
На первом съезде была реорганизована церковь АСД Молдовы и создана Молдавская Конференция ЦАСД. Президентом конференции был избран Гуменюк И.А., секретарем — Юнак Д.О., казначеем — Ляху С.Н. и помощником казначея Андрусяк В.И.
Второй съезд — период избрания 1978-1981 гг.
На этом съезде были избраны следующие руководители: председатель Конференции, С. Н Ляху, секретарь — Д.О. Юнак, казначей — И.М. Грубый, помощники казначея: В.И. Андрусяк (южный регион) и А.И. Арабаджи (северный регион), директором отдела церковного служения — И.А. Гуменюк.
Третий съезд — период избрания 1981-1983 гг.
Третий съезд провели в столице Молдовы в мае 1981 года. Председателем конференции вновь был избран С.Н. Ляху, секретарем-казначеем – И.А. Гуменюк.
Четвертый съезд — период избрания 1983-1985 гг.
Четвертый съезд Молдавской конференции проходил 6 марта 1983 года в Кишиневе. В результате его работы председателем конференции избрали И.А. Гуменюка, а секретарем-казначеем – С.Н. Ляху.
Пятый съезд — период избрания 1985-1987 гг.
Пятый съезд состоялся весной 1985 года, и опять в городе Кишиневе. В администрацию Конференции вошли: председатель — И.А. Гуменюк, секретарь — П.В. Осадчук и казначей — Г.В. Кочмарь.
Шестой съезд — период избрания 1987-1989 гг.
В мае 1987 года прошел шестой съезд, на котором председателем был избран С.Н. Ляху, секретарем – Г.В. Кочмарь.
В таком составе Церковь Молдовы пришла к своей реорганизации в 1989 году в Молдавский Унион.

## Реорганизация — создание Молдавского Униона, 1989-2008 гг.
В 1989 году церковь была реорганизована в соответствии с устройством всемирной Церкви АСД. Был организован Молдавский Унион Церкви АСД и две Конференции: Северная и Южная.
В 1990 году на всемирном Конгрессе Церкви адвентистов седьмого дня был организован Евро-Азиатский Дивизион Церкви АСД, в который вошёл Молдавский Унион.
Первый съезд Молдавского Униона — период избрания 1989-1994 гг.
На первом съезде Молдавского Униона первым президентом Молдавской Унионной Конференции был избран Григорий Васильевич Кочмарь, секретарём-казначеем — Иван Иванович Згеря. На этом съезде также было избрано руководство двух конференций: Администрация Северно-Молдавской Конференции: президент Конференции И.А. Гуменюк и секретарь-казначей М.В. Пирожок. Администрация Южно-Молдавской Конференции: президент Ляху С.Н., секретарь-казначей Арабаджи А.И.
Второй съезд — период избрания 1994-1999 гг.
На съезде избрали президентом Молдавской Унионной Конференции В.Е. Горбуля, секретарем И.С. Мельничука и казначеем Н.А. Садового. Были также избраны руководители отделов униона. Съездом руководил президент Евро-Азиатского дивизиона Тэд Вильсон. Был разработан стратегический план работы Церкви в Молдове на ближайшие пять лет.
Третий съезд — период избрания 1999-2004 гг.
Съезд проходил в Кишинёве, в доме молитвы. На нём было избрано руководство Церкви на последующие пять лет. Президентом униона избрали И.С. Ляху, секретарем стал Л.В. Панчук и казначеем Н.З. Гудумак. Были утверждены руководители отделов униона. Этим съездом руководили президент Евро-Азиатского дивизиона Ли Хафф и секретарь М.Ф. Каминский.
Третий съезд — период избрания 2004-2009 гг.
Съезд избрал следующих руководителей: президента В.А. Лотка, секретаря Л.В. Панчука и казначея Н.З. Гудумака.
Четвертый съезд — период избрания 2009-2014 гг.
На четвёртом съезде была избрана администрация Униона: президент А.М. Молдовану, секретарь В.А. Лотка казначей и В.Н. Гаращук.

## Реорганизация в Унион Церквей Молдовы, с 2008 года
В 2008 году был проведён анализ работы Церкви АСД в Молдове, в результате которого было решено, что целесообразнее руководить всей церковью Молдовы одной укрупнённой церковной организацией, чем тремя (Унионом и двумя Конференциями). Это решение привело к реорганизации Молдавского Униона Конференций в Унион Церквей, который объединяет местные общины.
Пятый съезд — период избрания 2010-2015 гг.
Пятый съезд был внеочередным по причине проведения синхронизации взаимодействия на территории ЕАД. На съезде было принято решение утвердить действующую администрацию Униона на следующий период: А.М. Молдовану, президент, В.А. Лотка, секретарь и В.Н. Гаращук, казначей. Председателем съезда был исполнительный секретарь ЕАД пастор В.А. Крупский. В таком составе служителей руководство Церковью АСД в Молдове осуществлялось до августа 2015 года .
Шестой съезд — период избрания 2015-2020 гг.
11-12 августа 2015 г. проходил Съезд Униона Церквей Молдовы. На этом Съезде было избрано руководство и ответственные служители Молдавского Униона на очередной 5-летний период в следующем составе: президент Униона пастор Валентин Грубый, секретарь Руслан Лотка, казначей Илья Вылку, Молодёжный отдел — Роман Кисаков, Пасторская Ассоциация — Андрей Молдовану, Отдел субботней школы и личного служения — Дмитрий Белый, Издательское служение — Станислав Бекчиу, Адвентистское Агентство Помощи и Развития — Андрей Гырляну, Ассоциация «Жена Пастора» — Лилия Молдовану. В конгрессе участвовали руководители Евро-Азиатского Дивизиона Церкви АСД: президент ЕАД Михаил Каминский, секретарь Виктор
Алексеенко и казначей Брент Бердик.

## Молдавская духовная семинария
С давних времён Церковь готовит священнослужителей для духовного попечительства о пастве. Когда в довоенные годы Церковь АСД Бессарабии входила в состав Румынского Униона АСД, для служителей была возможность получать богословское образование в Брашовском Библейском институте. В те годы с территории Бессарабии в этом учебном заведении проходили учебу многие молодые люди; среди них: Андрусяк И.Г., Белинский Леон, Вовк Николай, Мельник Ф.В., Парасей А.Ф. и др. Таким образом, на территории Молдовы совершали служение некоторые из тех, кто прошёл богословскую учёбу. Обучение служителей для Молдавской Церкви АСД начал Мельник Ф.В.

### Молдавская духовная семинария под руководством Мельника Ф.В.
Переехавший на служение в Молдову в 1958 году Мельник Ф.В. был мудрым и дальновидным служителем. Получив в прошлые годы богословское образование, он знал насколько важно для развития и роста Церкви образование священнослужителей. Руководители его поддержали и назначили руководителем семинарии. Тогда, ввиду антирелигиозной кампании обучение служителей церкви осуществлялось подпольным образом. С 1958 года пастор Мельник стал обучать новых служителей, среди них: Андрусяк В. И., Гуменюк И. А., Гулита П. И., Крушеницкий П. И., Ляху С. Н., Осадчук П. В., Байрактар С.С., Кочмар Г.В., Осадчук И.Н., Юнак Д.О. и др.

### Молдавская духовная семинария под руководством Осадчука П.В.
К 1976 году пастор Мельник подготовил плеяду эффективных служителей, которые получили достойное на то время богословское образование. В 1976 году руководителем семинарии был назначен Осадчук П.В. Преподавателями были: Андрусяк В.И. - гомилетика, Мельничук И.С. - книга Откровения, Кочмарь Г.В. - пророческие книги Ветхого Завета, Пирожок Г.В. - гомилетика и церковная литургия, Згеря И.И. - книги Нового Завета.
Первый набор в этот период был в 1976 году. Студенты: Ляху Илья, Плахота Алексей, Балан Яков, Панчук Леонид, Марущак Анатолий.
Второй набор студентов в 1979 году. Студенты: Андрусяк Валентин, Андрусяк Всеволод, Габурич Анатолий, Гапчук Александр, Дурбалэ Павел, Ляху Виктор, Каминский Михаил, Кичук Иван, Карян Василий, Колпакчи Михаил, Косован Николай, Перзи Петр, Спринчан Семен.
Третий набор в 1985 году. Студенты: Гриб Валерий, Добренко Василий, Дыркач Алексей, Молдовану Александр, Рыбачек Леонид, Симинюк Анатолий.
В этот период семинария осуществляла свою деятельность в молитвенных домах по регионам.

### Молдавская духовная семинария при Молдавском Унионе
С 1994 года ректором Молдавской духовной семинарии был назначен Юнак Ю.Д. Семинария была размещена в новом здании Молдавского Униона АСД. Преподавание велось на дневном отделении. Деканом богословского факультета был Г. Резмерица, преподавателями были, Кочмар Г.В., Пирожок Г.В., Юнак Л.Г. и др. С 2003 года ректором семинарии был назначен Пирожок Г.В., деканом богословского факультета, Молдовану А.М.
В 2008 году учебное заведение было перепрофилировано и стало обучать по программе колледжа по государственному стандарту. В рамках этих изменений было назначено новое руководство, преподавательский состав и новое место. Колледж осуществляет свою деятельность в помещении бывшей Северо-Молдавской Конференции в городе Бельцы.